# Sprite Animation Studios
Sprite Animation Studios（スプライト・アニメーション・スタジオ）は、Sprite Entertainment Inc.が運営する3DCGアニメーションを中心としたアメリカのアニメスタジオ。アメリカの企業だが、コアスタッフは日本人で構成されている。

## 来歴
2002年5月15日、当時SQUARE USA所属の榊原幹典をはじめとする、映画『ファイナルファンタジー』の制作メンバーによってハワイ州ホノルルに設立された。当初はアミューズの子会社であった。
2004年7月、本社をカリフォルニア州ロサンゼルスに移転。
2009年初頭、オー・エル・エム・デジタルと提携。2015年12月、オー・エル・エムがイマジカ・ロボット ホールディングスの子会社となったため、当社もイマジカのグループ企業となる。

## 作品

### テレビアニメ
| 開始年 | 放送期間          | タイトル               | 監督     | 共同制作    | 備考                              |
| ------ | ----------------- | ---------------------- | -------- | ----------- | --------------------------------- |
| 2013年 | 6月 - 2015年5月   | パックワールド         | 榊原幹典 | OLM Digital | 日本では2014年4月 - 2015年4月放送 |
| 2018年 | 12月 - 2019年11月 | ポータウンのなかまたち | 榊原幹典 | OLM Digital | 日本では2020年7月 - 10月放送      |

### 劇場アニメ
| 公開年 | タイトル                        | 監督                    | 共同制作         | 備考 |
| ------ | ------------------------------- | ----------------------- | ---------------- | ---- |
| 2015年 | スナックワールド                | N/A                     | OLM Digital      |      |
| 2016年 | ルドルフとイッパイアッテナ      | 湯山邦彦 榊原幹典       | OLM、OLM Digital |      |
| 2016年 | スナックワールド 人嫌いのレニー | 日野晃博（総） 榊原幹典 | OLM Digital      |      |
| 2019年 | ミュウツーの逆襲 EVOLUTION      | 湯山邦彦 榊原幹典       | OLM Digital      |      |

### Webアニメ
| 公開年 | タイトル         | 監督           | 共同制作         | 備考         |
| ------ | ---------------- | -------------- | ---------------- | ------------ |
| 2014年 | スシニンジャ     | 榊原幹典       |                  |              |
| 2015年 | スナックワールド | 日野晃博（総） | OLM、OLM Digital | パイロット版 |
| 2016年 | コング/猿の王者  | 榊原幹典（総） | OLM Digital      |              |

### その他
- 妖怪ウォッチ（2015年 - 2018年） - 北米向けローカライズを担当[9]
- 映画 妖怪ウォッチ 誕生の秘密だニャン!（2016年） - 同上